# 圖姆斯唐山
64°49′S 63°31′W / 64.817°S 63.517°W
圖姆斯唐山是南極洲的山峰，位於葛拉漢地，海拔高度50米，由讓-巴蒂斯特·夏古率領的法國探險隊繪入地圖，現時由南極條約體系管理。